# アロブジン
アロブジン（英: Alovudine）もしくはフルオロチミジン（英: fluorothymidine）はMedivirが開発していた抗ウイルス薬である。毒性のため2005年の第II相試験で中止された。DNAポリメラーゼ阻害薬である。